# Das Ministerium für Staatssicherheit – Alltag einer Behörde
Das Ministerium für Staatssicherheit – Alltag einer Behörde ist ein Dokumentarfilm, in dem ehemalige Mitarbeiter des Ministeriums für Staatssicherheit interviewt werden. Daneben werden einige Methoden der nachrichtendienstlichen Tätigkeit und der Unterdrückung durch das MfS dargestellt.

## Inhalt
Die Interviewten berichten über ihre jeweilige Tätigkeit im MfS. So wird dargestellt, wie beispielsweise Informationen über Verdächtige gesammelt und dabei in deren Umfeld Nachbarn und Verwandte entweder befragt oder als inoffizielle Mitarbeiter angeworben wurden. Ein anderes Beispiel zeigt neben dem Interview selbst durch zusätzliche Einblendung von Film- und Dokumentarausschnitten, wie Häftlinge vor ihrer Entlassung mitunter für die Spitzelarbeit gefügig gemacht wurden, indem man von ihnen Dankbarkeit abverlangte oder Annehmlichkeiten versprach.
Die dabei eingenommene Tätersicht und deren eigene moralische Bewertung des Geschehenen wird durch geschickte Montagetechnik relativiert. So wird beispielsweise der Haftalltag in einer Untersuchungsanstalt, der durch Isolationshaft und entwürdigende Behandlung wie die Ansprache mit einer Haftnummer oder unsinnige Verpflichtungen wie die korrekte Anordnung der Zahnbürste geprägt war, visuell dargestellt. Verstärkt wird dieser Effekt durch die akustische Darstellung historischer Ansprachen durch Personal des MfS in einer solchen Haftanstalt aus dem Off.
In einer Stellungnahme der Autoren zum Problem der Täterperspektive in diesem Film schreiben diese: „In einem Ausmaß, auf das wir anfangs nicht zu hoffen gewagt hatten, haben diese Mitarbeiter die Arbeitsmethoden der Staatssicherheit bis hin zu psychologischen Tricks bei Verhören und bei der Führung von Inoffiziellen Mitarbeitern offengelegt – freilich ohne sich zu einer moralischen Schuld zu bekennen. Aus unserer Sicht bedarf der Film keines ,Gegengewichts durch Opferaussagen‘. Im Gegenteil: Bei unserer Konzentration auf die Innensicht des MfS wären wir gar nicht in der Lage, den berechtigten Emotionen der Opfer und ihren individuellen Schicksalen ausreichenden Stellenwert zu geben. Und das vordergründige Benutzen von Opferschicksalen als Gegengewicht nur im Sinne einer political correctness scheint uns unangemessen, sogar unmoralisch.“

## Interviewte Personen
- Kurt Zeiseweis war operativer Mitarbeiter und Führungsoffizier für inoffizielle Mitarbeiter in der Abt. XX der Bezirksverwaltung Berlin.

- Siegfried Rataizick war Leiter der Abt. XIV, zuständig für Untersuchungshaft und Strafvollzug.

- Gerhard Niebling war unter anderem Vernehmer in der Untersuchungshaftanstalt Berlin-Hohenschönhausen und zuletzt zuständig für die Abwicklung des Häftlingsfreikaufs.

- Gerhard Neiber war Stellvertreter von Erich Mielke.

- Wolfgang Schwanitz war ebenfalls zuletzt Stellvertreter von Erich Mielke und Leiter des operativ-technischen Sektors des MfS.

- Horst Männchen war Leiter der Abt. III, zuständig für Funkabwehr und Funkaufklärung.

- Willi Opitz war Rektor der Juristischen Hochschule des MfS in Potsdam-Eiche. Davor übte er unterschiedliche operative Tätigkeiten im MfS aus.

- Wolfgang Schmidt war tätig in der zentralen Auswerte- und Informationsgruppe.

- Günter Möller war Leiter der Abteilung Kader und Schulung.